# Vinån
Vinån är ett biflöde till Ätran i Halland, Sverige. Vattendraget har två källor: norra grenen kommer från Hakamosse väster om Köinge och den västra delen från Valtersbo. De bägge grenarna rinner samman i Trustorp. Det passerar därefter Ljungby och Bergagård innan det rinner ut i Ätran strax efter att ån passerat Vinberg. Vattnet är i huvudsak lugnflytande och meandrande, men har även en del strömmande delar. Ungefär 1/3 är ej rensad, 1/3 rensad och 1/3 omgrävd. Sand och silt är de dominerande bottenmaterial. Ån går främst genom åkermark (70 %), medan 10 % av dess sträckning går genom lövskog. Den har förhöjda fosforhalter. Vinbergs naturreservat ligger längs vattendraget.

## Mänsklig användning
I vattendraget finns tre mindre kraftverk: Vinbergs kvarn, Ågårds kvarn och Gödeby kvarn. Den totala årliga elproduktion är på något under 100 MWh/år.